# The War Games
The War Games (Les jeux de la guerre) est le cinquantième épisode de la première série de la série télévisée britannique de science-fiction Doctor Who, diffusé pour la première fois en dix parties hebdomadaires du 19 avril au 21 juin 1969. Cet épisode qui est le dernier de la saison 6 de la première série, marque un tournant pour la série, par le départ de Patrick Troughton dans le rôle principal et ceux de Frazer Hines et de Wendy Padbury dans les rôles de Jamie McCrimmon et Zoe Heriot. Il s'agit aussi du dernier épisode de la série tourné en noir et blanc.

## Accroche
Le Docteur, Jamie et Zoe pensent que le TARDIS les a ramenés sur Terre au moment de la Première Guerre mondiale. Mais petit à petit, les apparences commencent à tomber et ils découvrent être les victimes d'une mascarade.

## Casting
- Patrick Troughton — Le Docteur
- Frazer Hines — Jamie McCrimmon
- Wendy Padbury — Zoe Heriot
- David Savile — Lieutenant Carstairs
- Jane Sherwin — Lady Jennifer Buckingham
- Noel Coleman — General Smythe
- Richard Steele — Commandant Gorton
- Terence Bayler — Major Barrington
- Hubert Rees — Captain Ransom
- David Valla — Lieutenant Crane
- Esmond Webb — Sgt Major Burns
- Brian Forster — Sergeant Willis
- Pat Gorman — Policier Militaire
- Peter Stanton — Chauffeur Militaire
- David Garfield — Capitaine Von Weich
- Gregg Palmer — Lieutenant Lucke
- John Livesey, Bernard Davies — Soldats allemands
- Philip Madoc — Le seigneur de Guerre
- Edward Brayshaw — Le chef de Guerre
- James Bree — Le chef de la sécurité
- Vernon Dobtcheff — Le chef scientifique
- John Atterbury — Le garde Alien
- Charles Pemberton — Le technicien Alien
- Bill Hutchinson — Sgt Thompson
- Terry Adams — Caporal Riley
- Leslie Schofield — Leroy
- Rudolph Walker — Harper
- Michael Lynch — Spencer
- Graham Weston — Russell
- David Troughton — Moor
- Peter Craze — Du Pont
- Michael Napier-Brown — Arturo Villar
- Stephen Hubay — Petrov
- Tony McEwan — Soldat anglais
- Bernard Horsfall — 1er Seigneur du Temps
- Trevor Martin — 2e Seigneur du Temps
- Clyde Pollitt — 3e Seigneur du Temps
- Clare Jenkins — Tanya Lernov

## Résumé
Le Docteur, Jamie et Zoe pensent avoir atterri non loin d'un champ de bataille de la première guerre mondiale et des officiers de l'état major les évacuent. Il s'avère cependant que le Général Smythe, chargé d'étudier leur cas, les considère comme des déserteurs au cours d'un procès expéditif, dans lequel il semble avoir hypnotisé ses collaborateurs. Zoe est jugé comme une espionne, Jamie comme un déserteur et le Docteur est condamné à être fusillé (mais sera sauvé in-extremis). De nombreux faits étranges les entourent : aucun militaire ne sait plus vraiment depuis combien de temps il est là, Smythe possède un transmetteur alien dans sa chambre, Jamie est enfermé avec un soldat anglais du XVIIIe siècle.
Le Docteur et ses compagnons s'allient avec deux engagés, le Lieutenant Carstairs et Lady Jennifer qui prennent peu à peu conscience de ne pas être des soldats : tous se souviennent avoir traversé à un moment où à un autre, un mystérieux brouillard. S'enfuyant après avoir été repérés par le transmetteur dans la chambre de Smythe, le petit groupe retraverse le brouillard dans une ambulance et se retrouve face à face avec une cohorte de soldats romains. Faisant demi-tour, ils volent dans les quartiers d'état major du général Smythe une carte des lieux avec différentes indications temporelles : il suffit de traverser un brouillard pour se rendre d'une guerre à une autre. Tentant d'atteindre une zone volontairement laissé blanche au milieu de la carte, le Docteur et ses compagnons se retrouvent successivement en plein territoire allemand, puis derrière les lignes de la guerre de sécession. Là, ils sont témoins de l'arrivée de nouveaux soldats par un SIDRAT, un transport ressemblant fortement au TARDIS. De son côté, le chef de l'armée allemande, Von Weich prévient des commanditaires (le chef de Guerre (War Chief) et le seigneur de Guerre (War Lord)) qui sont exactement les mêmes que ceux de Smythe.
Bientôt, deux groupes se séparent. Jamie et Lady Jennifer rencontrent la résistance, un groupe de soldats issus de différentes zones temporelles qui se sont rendu compte qu'ils n'étaient pas sur Terre. Le Docteur, Zoe et le Lieutenant Carstairs se retrouvent à l'intérieur du Quartier Général extra-terrestre, où ils apprennent que des soldats issue de différentes guerres sont enlevés afin de se retrouver sur un champ de bataille commun. Ces extraterrestres sont aidés par le chef de Guerre qui semble venir du même peuple que le Docteur. Tous obéissent aux ordres d'un mystérieux commanditaire, le seigneur de Guerre et ne s'entendent pas entre eux.
Après plusieurs péripéties à l'intérieur du QG dans lequel, le Docteur montre qu'il en sait plus qu'il ne veut le dire, il réussit à s'enfuir avec ses compagnons, emportant un dispositif extra-terrestre permettant de rendre la mémoire aux soldats. De retour dans la « zone de 1917 » il réussit, grâce à l'aide de la résistance, à prendre de force « le château » la place forte de Smythe et à l'isoler du reste de la planète en créant une barrière de brouillard autour. Là, ils tentent de déprogrammer des soldats, mais l'expérience est de courte durée et des hommes de main arrivant par un SIDRAT réussissent à enlever le Docteur.
À l'intérieur du vaisseau, le Chef de guerre, révèle au Docteur qu'il est un renégat des Seigneurs du Temps, tout comme lui et qu'il a volé la technologie afin que des extra-terrestres puissent l'utiliser. Leur but est de former des terriens à la guerre afin qu'ils puissent servir d'armée pour envahir de nombreuses planètes. Le Chef de guerre propose au Docteur à ce qu'ils s'allient ensemble. Pendant ce temps sur la planète, Zoe et Jamie parviennent à contacter tous les points de résistances et tous réussissent à prendre d'assaut chaque quartier général. Alors qu'ils pensent avoir réussi, ils sont trahis par le Docteur qui les transporte avec les chefs de la résistance dans le QG extra-terrestre.
Alors qu'il fait mine de les trahir, le Docteur se sert d'eux pour prendre le contrôle de la base du Seigneur de Guerre. Hélas, les SIDRAT du chef de guerre ont une durée de vie limité et ceux-ci ne peuvent transporter tous les êtres humains qui ont été enlevés. Il ne reste qu'une seule solution au Docteur : faire appel aux Seigneurs du Temps, même si c'est se mettre en danger car il est recherché pour avoir volé son TARDIS. Il tente de s'échapper avec Jamie et Zoe, mais il est rattrapé par et forcé d'assister au procès du Seigneur de Guerre. Celui-ci tente de duper les seigneurs du temps en ramenant des gardes, mais son plan échoue grâce à l'intervention du Docteur. Alors que Jamie et Zoe sont ramenés dans leur pays et leur temporalité natale et leur mémoire effacées, le Docteur est amené à un procès dans lequel, les seigneurs du temps lui reprochent son interventionnisme. Celui-ci leur montre les monstres face auquel il a été confronté et leur renvoi à leur passivité, bien plus dangereuse, selon lui.
À l'issue du procès, les seigneurs du temps estime que le Docteur a peut-être raison de protéger des planètes. Ainsi, ils l'envoient en exil sur la planète Terre au XXe siècle, sous une nouvelle identité. Le Docteur tombe dans une sorte de transe.

## Continuité
- Dans la première partie, l'infirmière évoque Ypres. Or, c'est précisément à Ypres que le Premier et Douzième Docteur ramènent l'ancêtre de Lethbridge-Stewart dans Il était deux fois Noël.
- Le Docteur embrasse Zoe derrière la tête dans la première partie. Cette démonstration d'affection platonique est la première fois que le docteur embrasse un de ses compagnons.
- Devant un officier allemand qui insiste pour avoir son nom complet, le Docteur se présente comme « Docteur John Smith » un alias déjà utilisé pour l'épisode « The Wheel in Space » et qu'il réutilisera de nombreuses fois.
- Devant le même officier, il utilise son Tournevis sonique, utilisé jusqu'ici que dans deux épisodes (« Fury from the Deep » et « The Dominators ») et s'en sert plus loin pour « inverser la polarité » d'une barrière électrique et rentrer dans une salle.
- C'est dans la sixième partie que le mot « Time Lord » (Seigneur du Temps) est prononcé pour désigner la race extra-terrestre de laquelle le Docteur fait partie.
- On revoit d'autres prototype des boites dont le Docteur se sert pour appeler les Seigneurs du Temps dans « L'Âme du TARDIS » .
- On apprend pourquoi le Docteur ne retournait pas sur sa planète natale :  s'ennuyant, il s'est enfui des siens après avoir volé un TARDIS afin de voir l'univers. Dans l'épisode « L'Âme du TARDIS » il est suggéré que le TARDIS avait exactement la même envie. Les Seigneurs du Temps seraient les seuls extra-terrestres à posséder la technologie du voyage dans le temps et surveillent les affaires spatiales sans jamais intervenir.
- Les machines temporelle utilisées par le Chef de Guerre sont appelées SIDRAT, ce qui correspond au mot TARDIS à l'envers et fait un jeu de mots avec la prononciation « side rats » (les rats partisans). Leurs bruits sont ceux du TARDIS à l'envers. Toutefois, il est expliqué que les nombreuses modifications qu'il a effectué dessus leur donnent une durée de vie limitée. Dans la novélisation de Malcolm Hulke, l'acronyme est justifié par « Space and Inter-Dimensional Robot All-purpose Transporter » (Transporteur Spatial et Inter-Dimensionnel Robotique Multi-Fonction.)
- Zoe est renvoyée dans la base spatiale juste après les événements de « The Wheel in Space » et l'on revoit brièvement le personnage de Tanya Lernov.
- C'est la première fois de la série que le Docteur revient sur Gallifrey même si celle-ci n'est pas nommée.
- Lors de son procès, le Docteur évoque avoir protégé des planètes de nombreux ennemis, les Quarks (« The Dominators »), les Yétis (« The Abominable Snowmen » et « The Web of Fear »), les guerriers des glaces, les Cybermen et les Daleks. Un Kroton devait aussi apparaître, mais les costumes étaient en trop mauvais état pour être réutilisés.
- Il est suggéré que les Seigneurs du Temps ne tuent pas le Docteur mais changent juste son apparence. Toutefois, ce changement est vu rétroactivement comme une mort selon le Docteur dans l'épisode « Planet of the Spiders ».
- Même si le Docteur change de personnalité et de visage après cet épisode, Patrick Troughton reprendra le rôle à l'occasion des épisodes « The Three Doctors », « The Five Doctors » et « The Two Doctors ». Toutefois, le fait que celui-ci soit au courant des événements de cet épisode dans « The Five Doctors » et qu'il soit en mission pour les Seigneurs du Temps dans « The Two Doctors » a amené de nombreuses suggestions de fans et l'invention de la saison « 6B ».

## Production

### Scénarisation
À l'origine les deux derniers épisodes de la saison devait être un épisode de Malcolm Hulke intitulé « The Impersonators » commandé par la BBC dès le 5 juillet 1968 et un épisode de Derrick Sherwin à l'époque script-éditor (responsable des scénarios) pour la série. Un mois plus tard, Patrick Troughton annonçait à la production qu'il arrêterait la série à la fin de l'année et au cours de la fin de l'année 1968, Derrick Sherwin fit les démarches pour accéder au poste de producteur de la série à la place de Peter Bryant. Le succès d'épisodes comme « The Web of Fear » et « The Invasion » poussait Sherwin à ne plus vouloir que la série ne se déroule que dans l'Angleterre du XXe siècle, un tournant pour la saison 7 qui allait devenir la première saison de Doctor Who en couleur.
À cause de retard interne, il fut décidé en novembre 1968 que « The Impersonators » ainsi que le script de Sherwin seraient tous deux abandonnés afin de faire la place à un gigantesque épisode de 10 parties, l'une des plus grosses productions de la série depuis « The Daleks' Master Plan » trois ans plus tôt. Officiellement abandonné le 30 décembre 1968, « The Impersonators » fut remplacé une coécriture entre Malcolm Hulke et Terrance Dicks nommée « The War Games » et qui permettrait de faire le lien avec les objectifs de la saison 7. De plus, l'épisode devait révéler les origines du Docteur et introduire la race des Seigneurs du Temps.
Ayant trois mois pour délivrer un scénario consistant, Hulke et Dicks firent assez peu de modifications sur leur script. Toutefois à l'origine, la résistance devait être exterminée lors de la cinquième partie et le personnage de Jennifer devait avoir un rôle bien plus consistant (celle-ci disparaît autour de la sixième partie.) De plus, il fut décidé de faire revenir le personnage de Smythe dans la septième partie afin de garder un lien (à l'origine, le Docteur assaillait un autre quartier général). Les extraterrestres ne sont jamais nommés dans l'épisode, même si à l'origine, le script de la huitième partie les nommait les « War Lords » (les seigneurs de guerre) et le Docteur devait insinuer qu'il existe de nombreuses civilisations ayant connaissance des voyages dans l'espace-temps. Un « Time Judge » (juge temporel) devait aussi apparaître comme le chef des seigneurs du temps. Le major Ellis est nommé ainsi en clin d'œil au coscénariste de « The Faceless Ones » David Ellis.
À l'origine, Zoe devait rester avec le Docteur, mais Wendy Padbury fit part à la production de son envie de quitter la série en même temps que ses camarades en janvier 1969.

### Casting
Le Départ de Patrick Troughton fut annoncé à la presse le 7 janvier 1969 et celui de Wendy Padbury le 24 février. Le casting pour trouver un remplaçant au Docteur eut lieu lors du tournage de cet épisode par les producteurs Peter Bryant et Derrick Sherwin.
- Jane Sherwin qui joue le rôle de Lady Jennifer Buckingham est la femme du producteur de l'épisode, Derrick Sherwin.
- David Troughton qui joue le rôle du soldat Moore est le fils de Patrick Troughton. Le passage fut d'ailleurs écrit pour lui donner un petit rôle dans la série. Il a néanmoins joué un rôle secondaire dans « The Enemy of the World » et joua le rôle du roi Peladon dans « The Curse of Peladon » et celui de Winfold Hobbes dans « Un passager de trop »
- Peter Craze qui joue le rôle du soldat Du Pont est le frère de l'acteur Michael Craze (qui jouait le rôle du compagnon Ben Jackson) il joua le rôle de Costa dans « Nightmare of Eden ».
- Le rôle du seigneur de guerre fut attribué à Philip Madoc. Celui-ci ayant récemment joué dans l'épisode « The Krotons », il camoufla son apparence en se laissant pousser la barbe et en portant des petites lunettes. De plus, il avait joué le rôle du collaborateur Brockley dans le film Les Daleks envahissent la Terre  Il jouerait ensuite le rôle de Solon dans '« 'The Brain of Morbius » et celui de Fenner dans « The Power of Kroll ».
- Terence Bayler a joué le rôle de Yendom dans « The Ark ».
- Hubert Rees est apparu dans « Fury from the Deep » et rejouerait ensuite dans « The Seeds of Doom ».
- Edward Brayshaw jouait le rôle de  Leon Colbert dans « The Reign of Terror ».
- James Bree joua plus tard le rôle de Nefred in « Full Circle » et celui du gardien de la matrice dans « The Ultimate Foe ».
- Leslie Schofield joua Calib dans « The Face of Evil ».
- David Savile apparaîtrait plus tard dans le rôle de Winser dans « The Claws of Axos » et celui du Colonel Crichton dans « The Five Doctors ».
- Bernard Horsfall qui joue le rôle d'un des Time Lord avait tenu celui de Lemuel Gulliver dans « The Mind Robber » et tiendrait le rôle de Taron dans « Planet of the Daleks » et celui du Chancellier Goth dans « The Deadly Assassin ».

### Tournage
Le réalisateur engagé pour cet épisode fut David Maloney, qui avait précédemment filmé les épisodes « The Krotons » et « The Mind Robber. » C'est lui qui suggéra à la production que les extra-terrestres manifestent leur pouvoir d'hypnose en mettant des binocles ou des lunettes et que le Docteur contacte les Seigneurs du Temps par le biais d'une petite boîte.
Le tournage des plans en extérieur débuta le 23 mars 1969 à Brighton dans le Sussex de l'Est par des plans de lande désolée montrant les champs de bataille ainsi que de la plaine où Jamie est relâché. Le 27 mars, les plans de cohorte romaine furent tournés à Seaford et le 28, la scène où Jamie et Jennifer sont capturés par des soldats confédéré fut tournée à Clayton (Sussex de l'Ouest) Le 30 mars, de nombreuses scènes de marche sur les routes furent tournées à West Dean (Sussex de l'Est), puis le lendemain à Exceat. Les scènes ayant lieu dans la cour du château, la prison et la zone de la guerre de Crimée furent tournées au Birling Manor Farm à East Dean. Une véritable ambulance de la Première Guerre Mondiale est utilisée pour ces scènes.
La scène finale où le Docteur est entouré de visages fut tournée le 3 avril dans les Studios Télévisuels d'Ealing.
Le tournage en studio débuta le 11 avril 1969, chaque partie étant habituellement répétée toute la semaine avant d'être tournée le vendredi au Studio 4 du Centre Televisuel de la BBC. Les 4 premières parties furent mises en boîte de cette façon.  La partie 5 fut enregistrée le 8 mai 1969. Pas mal de changement eurent lieu entre les studios, les parties 6 à 8 furent renvoyées au studio 8, la partie 9 au Studio 6, et la dixième partie de nouveau au studio 8.
Afin de simuler la fuite du Docteur entre différentes dimensions, quelques secondes ont été reprises des épisodes « The Web of Fear », « Fury from the Deep » et « The Wheel in Space. » De plus, un décor de The Wheel in Space fut remis en place pour montrer le retour de Zoe dans sa station spatiale.
Pour la première fois de la série, la fin de la saison 6 coïncida avec la fin de l'enregistrement du 6e bloc de production. (Auparavant, au moins un épisode supplémentaire était tourné). Il s'agit du dernier épisode tourné en noir et blanc.

### Post-production
C'est la dernière fois que les épisodes en tant que tels ont des cartons titres personnalisés. Ici, l'épisode s'affiche après avoir vu deux explosions suivies de bruitages de guerre.

## Diffusion et Réception
| Épisode | Date de diffusion | Durée | Téléspectateurs en millions | Archives   |
| --- | ----------------- | ----- | --------------------------- | ---------- |
| Épisode 1 | 19 avril 1969     | 25:00 | 5,5                         | Film 16 mm |
| Épisode 2 | 26 avril 1969     | 25:00 | 6,3                         | Film 16 mm |
| Épisode 3 | 3 mai 1969        | 24:30 | 5,1                         | Film 16 mm |
| Épisode 4 | 10 mai 1969       | 23:30 | 5,7                         | Film 16 mm |
| Épisode 5 | 17 mai 1969       | 24:30 | 5,1                         | Film 16 mm |
| Épisode 6 | 24 mai 1969       | 22:53 | 4,2                         | Film 16 mm |
| Épisode 7 | 31 mai 1969       | 22:28 | 4,9                         | Film 16 mm |
| Épisode 8 | 7 juin 1969       | 24:37 | 3,5                         | Film 16 mm |
| Épisode 9 | 14 juin 1969      | 24:34 | 4,1                         | Film 16 mm |
| Épisode 10 | 21 juin 1969      | 24:23 | 5,0                         | Film 16 mm |
| Diffusé en dix parties du 19 avril au 21 juin 1969, l'épisode fait le score le plus bas de « l'ère Troughton ». |                   |       |                             |            |

Le 17 juin, trois jours avant la diffusion de l'épisode, l'annonce du remplacement de Patrick Troughton par Jon Pertwee fut fait à la presse.
À l'époque de sa diffusion, l'épisode fut reçu relativement positivement, malgré un manque d'enthousiasme des téléspectateurs. Néanmoins les enfants restèrent relativement insatisfait du manque de monstre et du sérieux de l'épisode.

### Saison 6B
Durant la période de hiatus entre la saison 6 et la saison 7, le comic-book de la série diffusé hebdomadairement dans le magazine TV Comics en parallèle des épisodes télé devait néanmoins continuer. L'auteur Roger Noel Cook eu donc l'idée de montrer d'un Docteur obligé de rester sur Terre par restriction, à l'intérieur de l'hôtel Carlton Grange, mais gardant le visage et le caractère du second Docteur. Cette idée, appelée « saison 6B », se terminerait en novembre 1969 avec le comic strip « The Night Walkers » dans lequel les Seigneurs du Temps punissent définitivement le Docteur pour avoir révélé sa vraie nature à la télévision en lui faisant définitivement changer de visage.
L'idée d'une saison alternative est très appréciée des fans et de certains scénaristes comme Paul Cornell car elle permettrait d'expliquer pourquoi le Docteur possède des gadgets supplémentaires dans « Spearhead from Space » et peut expliquer certaines incohérences dans les épisodes anniversaires comme « The Three Doctors » « The Five Doctors » et « The Two Doctors ». Les fans de la série s'approprieront l'idée d'un Docteur soumis aux Seigneurs du Temps et continuant à vivre ses aventures sous sa seconde forme.

### Critiques
Selon les auteurs du livre « Doctor Who : The Discontinuity Guide » (1995), « Probablement trop long de 6 parties, The War Games est néanmoins un pivot de l'histoire de Doctor Who. Avec l'arrivée des Seigneurs du Temps... la série perd une partie de son mystère mais gagne un nouveau but. » Dans Doctor Who : The Television Companion (1998), David J. Howe et Stephen James Walker estiment que cet épisode « commence sur une base solide » mais que « selon un avis commun, après ce début puissant, l'histoire devient faible et répétitive, ne gagnant en intensité que sur la fin, lorsque les Seigneurs du Temps apparaissent. » Ils saluent le travail de décoration des différentes zones de guerre, les dialogues et la conclusion de l'épisode.
En 2009, le journaliste de Radio Times Patrick Mulkern rend un avis positif sur la profondeur du script et la variété des méchants, notamment le Chef de Guerre. Un critique du site « The A.V. Club » loue la façon dont l'épisode arrive à détourner les attentes du spectateur, s'attendant à voir un épisode historique. Malgré du remplissage afin de pouvoir amener à 10 parties, il estime que celui-ci est bien meilleur que dans « The Dalek Invasion of Earth ». Il est aussi positif sur la prestation de Philip Madoc en Chef de Guerre et sur l'écriture du départ de Jamie et Zoe de la série, même si l'histoire ne se « résout pas de façon nette et satisfaisante. » Alasdair Wilkins du site io9 salue quant à lui la performance de Patrick Troughton et la façon dont son jeu étend peu à peu le périmètre de l'histoire, même s'il admet qu'il y a du remplissage. Sur le même site, en 2010, Charlie Jane Anders, met le cliffhanger de la fin de neuvième partie (où le Docteur est sommé de se rendre aux Seigneurs du Temps) dans sa liste des plus grands cliffhangers de l'histoire de Doctor Who.

### Hommage
La scène du jugement du second Docteur par les Seigneurs du Temps fut refaite par le « The Scottish Falsetto Sock Puppet Theatre » avec des marionnettes en forme de chaussettes.

## Novélisation
L'épisode fut novélisé sous le titre de « Doctor Who and The War Games » par Malcolm Hulke lui-même et sorti en septembre 1979 sous le numéro 70 de la collection Doctor Who des éditions Target Book. Aucune traduction n'en a été faite à ce jour.

## Édition VHS, CD et DVD
L'épisode n'a jamais été édité en français, mais a connu plusieurs éditions au Royaume-Uni, États-Unis et au Canada.
- L'épisode est sorti en 1990 dans un coffret double VHS.
- En septembre 2002, l'épisode ressorti en DVD et fut réédité dans une version remasterisée en 2009. Celle-ci s'accompagne de commentaires audios de Frazer Hines, Wendy Padbury, Philip Madoc, Jane Sherwin et Graham Weston ainsi que du scénariste Terrance Dicks et du producteur Derrick Sherwin. Les bonus contiennent, un making-of, une rétrospective de l'ère « noir et blanc » de Doctor Who, une revue des lieux de tournage, des interviews du compositeur Dudley Simpson (compositeur de la musique de la série à l'époque) de la maquilleuse Sylvia James, des notices sur les régénération du Docteur, les aventures du Second Docteur en bande dessinée, les scénarios de Malcolm Hulke, « Devious » (un court métrage de fan racontant la régénération du Docteur) et d'autres bonus.
- Un lecteur audio de la novélisation, lu par David Troughton sortie en CD en janvier 2011